# アメリカ合衆国の歴史 (1849-1865)

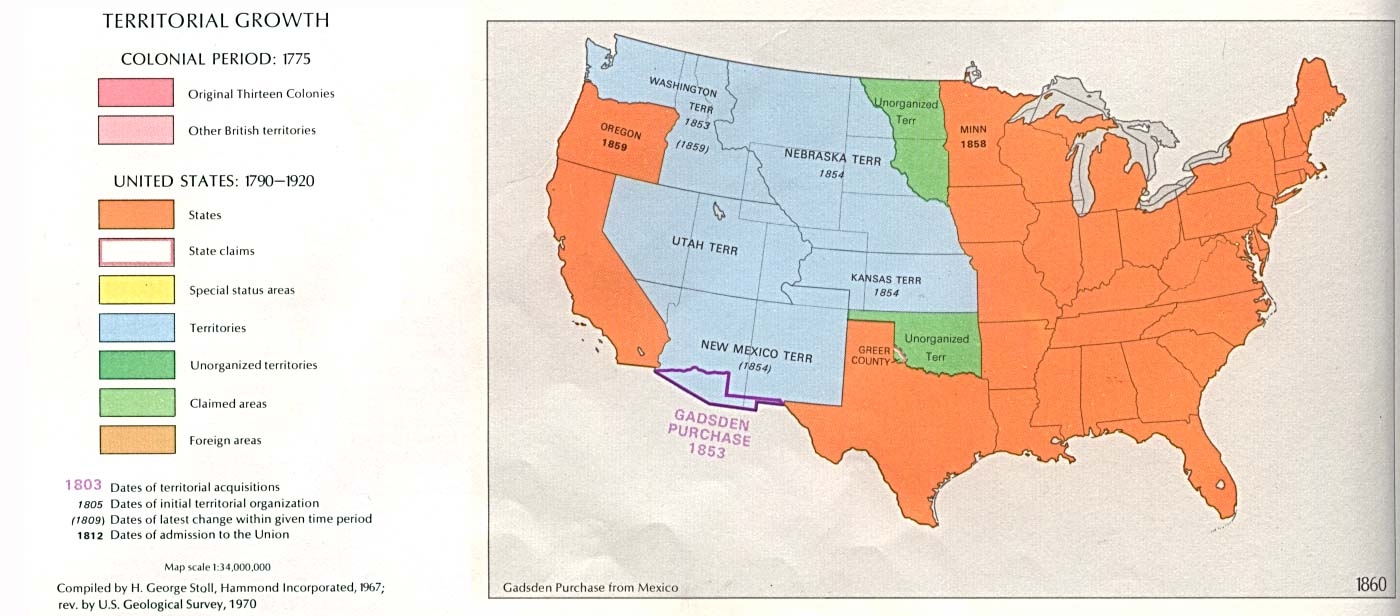
1850年から1860年にかけてのアメリカ合衆国の成長

本稿では、1849年から1865年に掛けてのアメリカ合衆国の歴史を扱う。

## 概要
この期間の最も大きな出来事は南北戦争であり、アンテベラムと呼ばれる戦前の時代には南北戦争の原因となる多くの重要な出来事が起こった。
1840年代から1850年代のアメリカ合衆国は、工業化と輸送手段の変革によって北部と中西部の経済が変化し、全体として経済と文化の変動を経験していた。移民も北部に偏って増え続け大きな文化的変化をもたらしていた。
1849年にカリフォルニア・ゴールドラッシュが起こったことで、ウィルモット条項で提起された奴隷制問題を議論の前面に押し出した。カリフォルニアをアメリカ合衆国の州として受け容れることは1850年協定で落着した。この妥協では米墨戦争の結果、獲得した領土の残り部分についてその政治的姿勢が人民主権によって決定されることとされた。逃亡奴隷法に関する議論が続き、党派抗争が常のことになった。
1854年、カンザス・ネブラスカ法で新しい州のそれぞれが奴隷制に関する姿勢を決められることとして、ミズーリ妥協を無効にした。カンザス州で奴隷制擁護派と反対派が入植してきて対立し、結果的に奴隷制反対派側が勝ちを収めたことは、共和党の誕生で兆候のあった抗争に火を付けることになった。1861年までにカンザス州がアメリカ合衆国に加盟し、議会の勢力バランスが崩れていた。
1860年にエイブラハム・リンカーンが大統領に選ばれた後、その年遅くから1861年前半に掛けて、南部の11州がアメリカ合衆国からの脱退を宣言し、2月9日にはアメリカ連合国政府を樹立した。南軍のP・G・T・ボーリガード将軍がサウスカロライナ州にある北軍の基地サムター砦の部隊を砲撃したときに、南北戦争が始まった。
それに続く4年間、国内は奴隷制と州の権限に関わる長く深刻な問題で分裂し、アメリカ合衆国の歴史の中でも最も暗い時代になった。都市が成長し工業化の進んでいた北部州（北軍）が、主に田園の農業地帯である南部州（南軍）を最終的に破ったが、双方共に60万人から70万人が殺され、南部の土地の大半は荒廃した。1860年の国勢調査に基づけば、この戦争で13歳から43歳までの白人男性の8％が死に、その比率は北部では6％だったが、南部では18％にも達した。最後は奴隷制が廃止され、アメリカ合衆国は一つに戻った。

## 経済と文化の変化

### 新しい経済の発展
1840年代までにアメリカ合衆国の経済は大きな変化を経験していた。アレクサンダー・ハミルトンのビジョンに従い、工業強国への道を歩んでいた。それ以前の時代は動きが遅く小さく鏤められた田園社会だったがこれが消えて行き、トーマス・ジェファーソンが描いた小農と職人からなるビジョンは終わりを告げつつあった。ヘンリー・クレイの提案したアメリカ・システムが連邦政府の予算化したナショナル・ロードやエリー運河など他のプロジェクトで交通手段を革新していた。この時代に新しい鉄道が運河と直接競合を始め、鉄道会社は運河よりもかなり安い運賃かつ短時間で物品を運んだので、新たな交通革新が起こった。さらに鉄道は水路とは必ずしも結びつかなくても新線を建設していった。「貴族」と呼ばれることの多かった鉄道会社所有者は優先株式の販売と州政府の援助によって路線の拡大を手当てできた。多くの議会は鉄道会社に公有地を安く売り、州の金で鉄道会社の株を購入することで、州内に産業革命の経済的成功をもたらすことに熱心だった。間もなく連邦政府も鉄道会社との土地取引を始め、交通の発展を助長させた。市場に送られる商品の生産についても別の革新が起こった。建国当初は熟練した職人が自分の仕事場で自ら個別に商品を製造していた。1840年代には、この1個生産の仕組みが、個々に生産された部品を異なる場所で組み立て、商品として完成される分業生産の仕組みで置き換えられた。この分業生産は1つの場所で1つの部品を造り続けることで効率化が進んだ。イーライ・ホイットニーが普及させた互換性のある部品を用いる方法で、労働者達が1つの場所で部品を組み立て商品にする工場生産の仕組みが始まった。マサチューセッツ州ローウェルにあったような初期の工場は主に女性を雇用していた。1860年代までに工場生産の仕組みが隆盛してきたことで、熟練職人の時代は終わった。それでも工業化の大きな時代は南北戦争後まで待たなければならず、工業生産の大半はまだ小規模な工場での製造に頼っていた。

### 移民と労働力
新しく工場での職が生まれたことで、移民がアメリカ合衆国に殺到し、1840年代と1850年代は第一次の大量移民の波が起こった。この時代は古い型の移民の時代とも呼ばれ、420万人の移民がアメリカ合衆国に到着して、総人口は2,000万人にもなった。歴史家達はこの時代の移民を「プッシュ・プル」移民と呼ぶことが多い。アメリカ合衆国に「プッシュ」された移民は生存も危ぶまれるような貧しい状態の故に移民してきており、一方「プル」された移民は大きな経済成功機会を見出すために安定した環境から惹き付けられていた。「プッシュ」された移民の代表が、母国での飢饉から逃れてきたアイルランド人だった。彼等はボストンやニューヨーク市周辺の海岸都市に入り、その貧しさとローマ・カトリックの信仰故に当初はあまり歓迎されなかった。集団となって不潔な地区に住み、低賃金で肉体労働に就いた。カトリック教会はヨーロッパの貴族制の象徴として多くのアメリカ人に嫌悪されていた。一方ドイツ人移民は母国で差し迫っている経済破綻を避けるためにアメリカに「プル」されていた。アイルランド人とは異なり、その動産を売り払って来ている者が多かったので、金を持ってアメリカに来ていた。ドイツ人移民にはプロテスタントもカトリック教徒もいたが、カトリック教徒であってもアイルランド人のような差別は受けなかった。ドイツ人は海岸地域よりも中西部に入る者が多かった。オハイオ州シンシナティやミズーリ州セントルイスのような都市でドイツ人人口が拡大した。アイルランド人移民とは異なり、ドイツ人は教養がある中流階級で、経済的理由よりも政治的理由でアメリカに移って来た者が多かった。ニューヨーク市のような大都市では、移民達が「ゲットー」と呼ばれる民族居留地を形成し、貧困と犯罪が多く見られた。これら移民の集まった地区の中でも最も悪名高かったのがニューヨーク市マンハッタンのファイブポインツだった。マサチューセッツ州ローウェルのような場所ではより高い賃金、より良い労働条件を求めて労働者が扇動するようになり、工場所有者は女性労働者に代えて安い賃金で働き、工場の条件について煩く言わない移民の方を雇うようになった。

### 異なる社会、異なる文化
フィラデルフィア憲法制定会議で新しくアメリカ合衆国という国を建国するために行われた議論で建国の父達が考えたことは、ニューヨーク州やバージニア州のような大型州とデラウェア州やロードアイランド州のような小型州の間に大きな歪みが生まれることを示唆していたように見えた。しかし、1820年までにアメリカは南北で分かれることが明らかになってきた。1820年のミズーリ妥協はこれら党派的分裂が初めて明らかになったものの一つだった。トーマス・ジェファーソンからジョン・ホームズに宛てた有名な手紙では次のように書かれていた。
1819年にミズーリ州が州としての昇格を申請したとき、奴隷制は既にその準州時代から既成事実だった。ニューヨーク州選出のアメリカ合衆国下院議員ジェイムズ・トールマッジはミズーリが奴隷州として合衆国に加盟することを許すべきではないと提案した。同じ年にメインが州昇格を申請したことで逃げ道が用意された。アメリカ合衆国上院はメインとミズーリの州昇格申請を単一の法案とすることに合意した。さらにミズーリ妥協では、アーカンソー州北境界である北緯36度30分より北では奴隷制を禁じてもいた。
危機が回避された中で、ミズーリ妥協に関わる議論によって新しい合衆国に既に存在した党派的緊張関係を白日の下に曝すことになった。北部と南部はその設立自体から異なる方法で行われ、長年の間に全く異なる発展を遂げていた。エリー運河の建設の結果として生まれた交通革新は、1780年代後半にアレクサンダー・ハミルトンが提案した路線に沿って北部における経済発展と工業化に拍車を掛けた。蒸気船の発展、さらに重要なことに鉄道の発達はこの経済発展に大きく貢献した。この工業化の過程は、ハミルトンのライバルであるトーマス・ジェファーソンが描いた農業を基本とするままだった南部にはほとんど訪れなかった。奴隷制が南部経済を生き続けさせた。その結果、2つの地理的地域は上院と下院で常に反目し合うようになった。

## 政治的混乱

### ウィルモット条項
1848年、グアダルーペ・イダルゴ条約によってメキシコから得た新たな領土はミズーリ州加盟の時にこの国を掴んだ党派的論争を再開させた。奴隷制が新しい領土まで拡がることについて、北部の連邦議会議員であれば恐れ、南部の議員であれば期待した。米墨戦争が始まってから間もなく、民主党の連邦下院議員デイビッド・ウィルモットが、メキシコから勝ち取った領土は奴隷制の無いものにすべきと提案した。ウィルモット条項は奴隷制の拡張に関するものだったが、それと同じくらい民主党内の党派的政争でもあった。現職大統領マーティン・ヴァン・ビューレンがテキサス併合を支持しなかったために、大統領候補にすらなれなかったことで北部の民主党員は動揺した。彼等は民主党を南部が支配することにうんざりしていた。ウィルモットの法案が成立することは無かったが、南部人はその社会の仕組みに対する攻撃と考えて動揺した。

### 人民主権の議論
ウィルモット条項が失敗すると、上院議員のルイス・カスが議会に人民主権の考え方を提案した。議会が党よりも会派で分裂を続けていたのでこれを一つにまとめるために、カスは議会には準州に奴隷制を認めるかどうかを決定する権限はないと論じた。何故ならば憲法にはそのための権限が挙げられていなかったからだった。カスはその代わりに準州に住んでいる大衆が自分達で奴隷制問題を解決すべきと提案した。民主党にとって、この解決案は見た目ほど明瞭ではなかった。北部民主党員は準州議会が招集された時に準州に生活する人民がこの問題に結論を出すことができるという「居住者主権」を要求した。南部民主党員は連邦議会に対して州昇格の申請がなされる州憲法の採択時に奴隷制問題が決着しているべきと論じてこの概念に論駁した。カスや他の民主党指導者達はこの問題を明確にできなかったので、選挙が近付いていたときでもあり、どちらの会派も侮辱されたように感じることもなかった。1848年にカスが選挙で敗れた後、イリノイ州選出の上院議員スティーブン・ダグラスが党の指導者となり、カンザス・ネブラスカ法で提案することになる人民主権の考え方に密接に結びつくようになった。

### カリフォルニア・ゴールドラッシュ

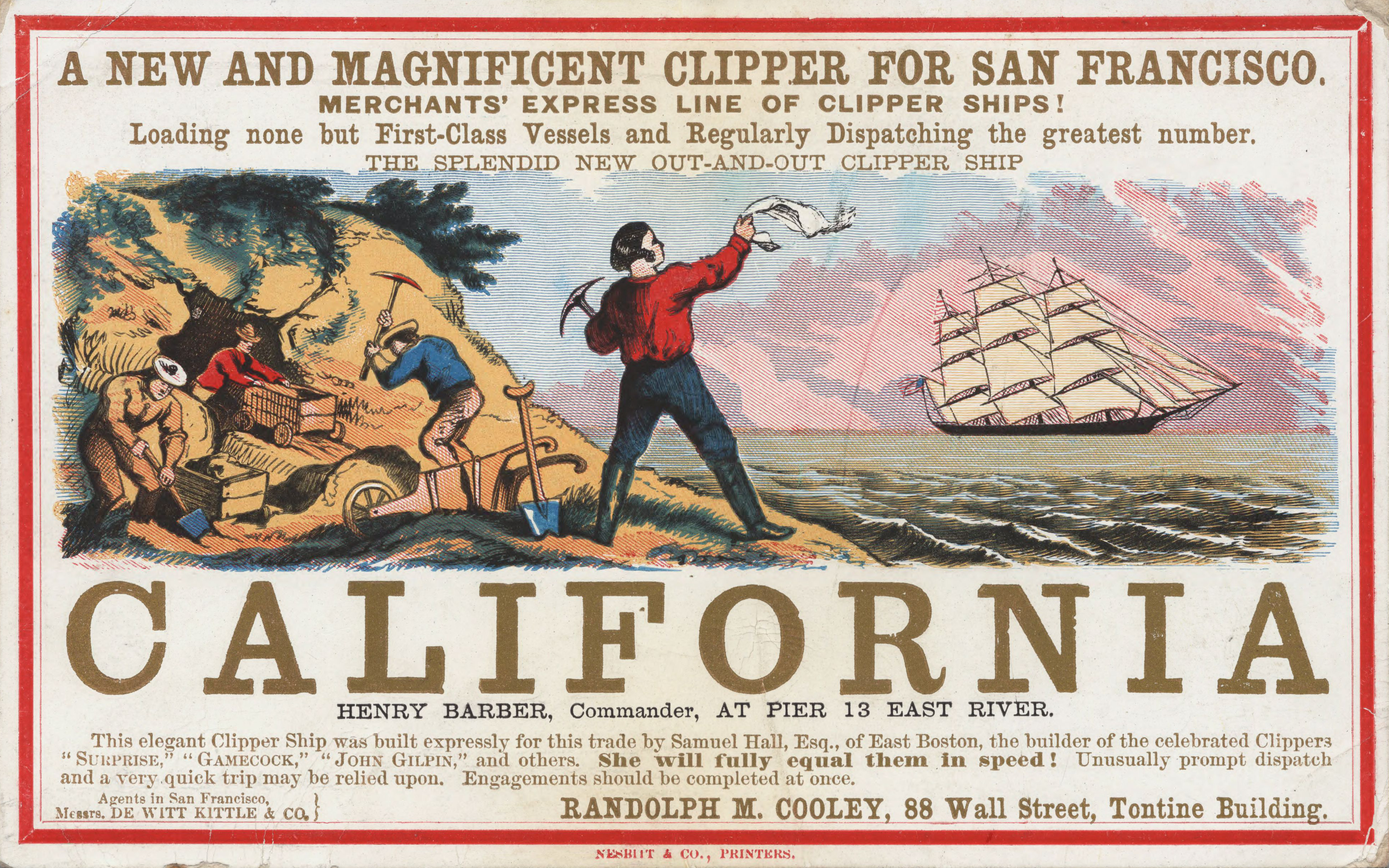
ゴールドラッシュ初期にカリフォルニアに向かう船

1848年アメリカ合衆国大統領選挙でホイッグ党のザカリー・テイラーが新大統領になった。現職のポーク大統領はその任期中に全ての目的を果たしたことと、健康が衰えていることを理由に再選を求めなかった。この選挙の時にウィルモット条項を支持した奴隷制度廃止論者の集団である自由の土地党が頭角を現した。自由の土地党を創設したことは第二政党制の崩壊の予兆となった。既存の政党は奴隷制に関する議論をそれ以上封じ込めておくことができなくなった。
奴隷制問題は1848年にカリフォルニアで金が発見されたことでより喫緊の課題になった。翌年には大金を掴むことを目指した投機者や探鉱士が大量に殺到した。フォーティナイナーズと呼ばれるカリフォルニアへの移民は大半がその職、家および家族を棄てて金を求めて来ていた。西海岸に初めて中国系アメリカ人を惹き付けたのもこの時だった。フォーティナイナーズの大半が金を発見できなかったが、サンフランシスコや新しい自治体であるサクラメントの都心に入植することになった。

### 1850年協定
カリフォルニアへの人口の流入によって1850年には州昇格を申請することになった。カリフォルニアがアメリカ合衆国に加盟することは議会におけるバランスを崩すことになるので、新たな会派的緊張関係が生まれた。差し迫っているオレゴン、ニューメキシコおよびユタの州昇格もバランスを崩す恐れがあった。南部人の多くはこれら準州の状況からして奴隷制を拡大しそうにないことを認識した。連邦議会での議論が噴出し、1850年に解決案が見つかるまで続いた。
1850年協定または妥協はイリノイ州選出の上院議員スティーブン・ダグラスが提案し、「偉大なる仲裁者」であるヘンリー・クレイによって支持された。この妥協によりカリフォルニア州は自由州として連邦加盟を認められ、テキサス州はその西側領土を手放すことについて金銭的に保証され、奴隷貿易はコロンビア特別区で廃止され、南部に対する譲歩として逃亡奴隷法が成立し、また最も重要なことはニューメキシコ準州（今日のアリゾナ州とユタ州を含む）はその政治姿勢（自由州か奴隷州か）を人民主権で決定できるものとされた。1850年協定は一時的に分裂問題を解決したが、平和は長く続かなかった。

### 奴隷制度廃止運動

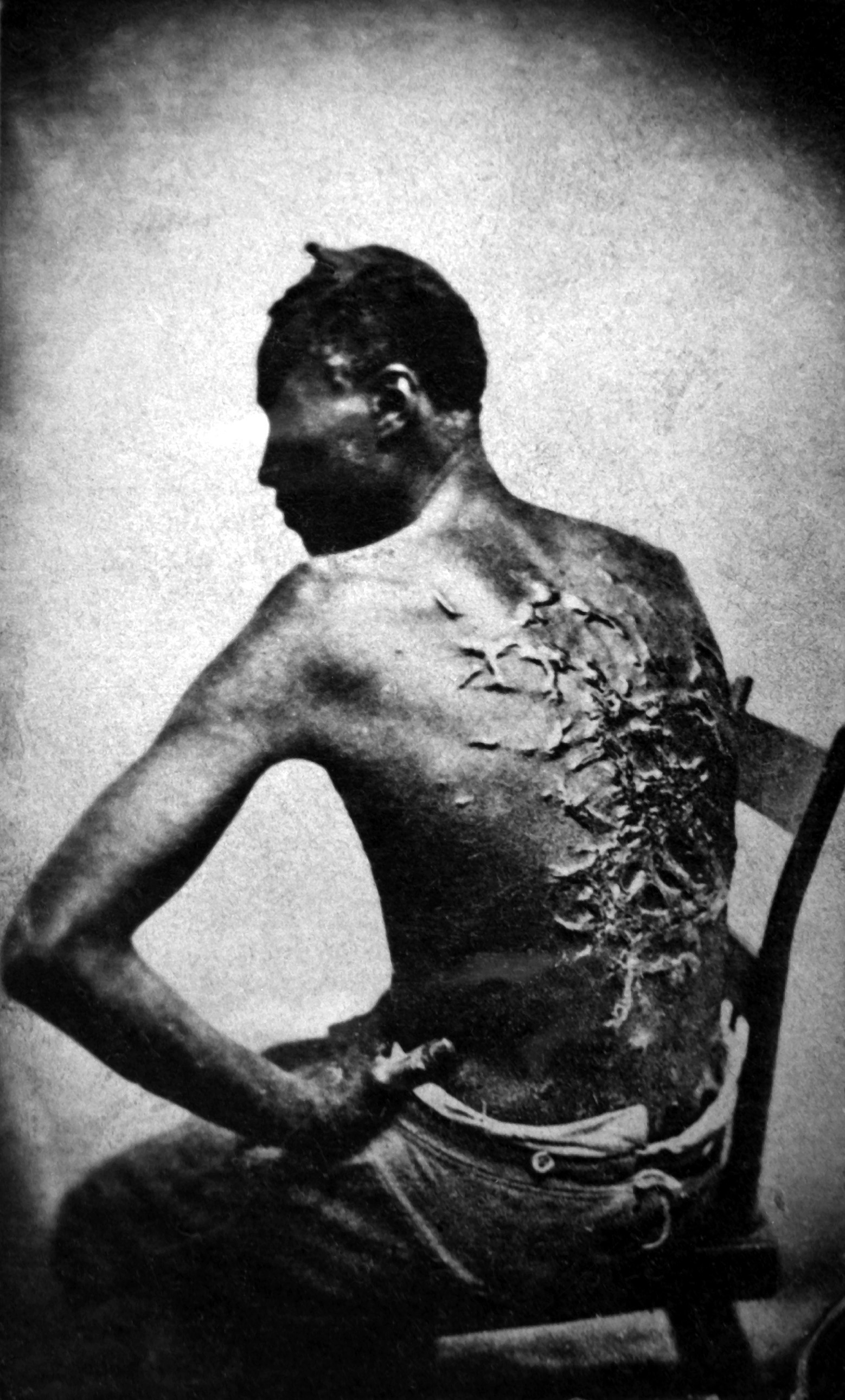
奴隷監視人は大半は貧しい白人で、奴隷法を破った奴隷ならば停止させ、捜索し、笞打ち、傷を負わせ、さらには殺す権限までも与えられた。奴隷制度廃止論者は奴隷法を南部社会の野蛮さの例であると攻撃した。

南北戦争前のアメリカ合衆国で奴隷制に関する議論には幾つかの側面があった。奴隷制度廃止論者は第二次大覚醒およびヨーロッパ啓蒙主義の中から直接現れ、奴隷制を神あるいは理性に対する冒涜と見た。奴隷制廃止運動は禁酒運動とも同様な根があった。1852年にハリエット・ビーチャー・ストウの『アンクル・トムの小屋』が発売されると、奴隷制度廃止運動を活性化した。
しかし、奴隷制に関する議論の大半はその道徳性よりも奴隷制の拡張についての合憲性に関するものだった。奴隷制の利点よりも議会の権限に関する議論という形を取った。その結果がいわゆる「自由土地運動」になった。自由土地支持者達は奴隷制が白人に与えるものの故に危険であると考えた。この「特別の制度」は特権階級が南部の土地、資産および資本の大半を支配することを確実にしていた。アメリカ合衆国南部はこの定義によって民主的ではなかった。「奴隷権力陰謀」と戦うために、国内の民主的理想が新しい領土と南部に拡がらねばならなかった。
しかし、南部では奴隷制が多くの方法で正当化されていた。1831年のナット・ターナーの反乱は南部白人を震撼させた。さらに深南部に農産物の王様「キング・コットン」が拡大することが南部社会にその制度を浸透させた。ジョン・カルフーンの論文『奴隷制擁護論』では、奴隷制が単純な必要悪ではなく、肯定的善であると論じた。奴隷制はいわゆるアフリカの野蛮人に対する恩恵である。それは彼等を文明化し、彼等の必要とする終生の安全を保証するものだ。この議論の元で、奴隷制擁護論者はアフリカ系アメリカ人が生物学的に劣っているので、自分で自分の面倒を見られないと考えた。さらには、南部白人は北部とイギリスのことを文化のほとんど無い、精神の欠けた社会と見なした。北部は汚く、危険で、工業化が進み、生活速度が速くまた貪欲であるのに対し、南部は文明化され、安定し、秩序があり、「人間のペース」で動いていると考えた。
1860年国勢調査で、385,000人足らず（すなわち国内白人の1.4％、あるいは南部白人の4.8％）が1人以上の奴隷を所有していた。黒人の95％は南部に住んでおり、そこの人口の3分の1を構成しており、一方北部では人口の1％に過ぎなかった。

### カンザス・ネブラスカ法

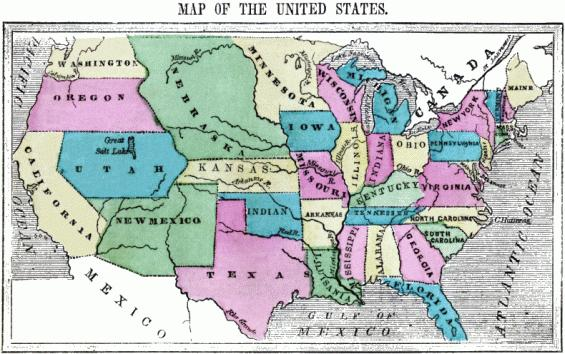
1856年に発行された地理の教科書の地図

1851年にカリフォルニアが州に昇格したことで、アメリカ合衆国は太平洋岸まで到達した。マニフェスト・デスティニーがアメリカ人を大陸の端まで連れて行った。ミラード・フィルモア大統領はマニフェスト・デスティニーが続くことを望み、この目的のために1853年には日本との貿易協定を設定することを期待してマシュー・ペリー提督を派遣した。
太平洋岸に至る鉄道が計画され、スティーブン・ダグラス上院議員は大陸横断鉄道がシカゴを通ることを望んだ。南部人はこれに抗議し、テキサスとカリフォルニア南部を通り、ニューオーリンズを起点にすることを主張した。ダグラスは妥協することに決め、カンザス・ネブラスカ法を1854年に提案した。大陸横断鉄道がシカゴを通ることと引き換えに、カンザスとネブラスカの準州を組織し白人入植者に開放する提案を行った。
ダグラスはこの法案に対する南部の反対を予測し、新しい準州の政治姿勢は人民主権に従うものとするという条項を加えた。理論的にこの条件ならば新しく州になるときに奴隷州を選ぶこともできた。ダグラスは南部からの圧力の下で、ミズーリ妥協を明確に撤廃する説を付け加えた。フランクリン・ピアース大統領がこの法案を支持し、南部と民主党の北部党員も支持した。
この法案はホイッグ党を分裂させた。北部のホイッグ党は法案に反対し、南部のホイッグ党は支持した。この結果、北部のホイッグ党員の大半が新しく結党された共和党に加わった。またある者は奴隷制に対して明確な姿勢を採らなかったノウ・ナッシング党に加わった。南部のホイッグ党員は1850年代遅くにアメリカ党が出現するまで無党派のままだった。

### 血を流すカンザス
カンザスの土地が開放されるや、開拓者達が新準州内に殺到した。その中には奴隷制擁護派も反対派もいた。直ぐに両派の間に暴力沙汰が持ち上がった。ニューイングランドからの奴隷制度廃止運動家達はトピカ、ローレンスおよびマンハッタンに入植した。奴隷制擁護派は主にミズーリ州から来ており、レブンワースやルコンプトンに入った。
1855年、準州議会議員を選ぶための選挙が行われた。このとき法的に投票資格のある者は1,500人しかいなかったが、ミズーリ州から流入した者達のためにその数は6,000人を超えた。その結果は奴隷制擁護派の議員が多数派になった。自由土地支持者がこの結果に怒り、トピカで独自の議会を作り上げた。奴隷制擁護派のミズーリ州人集団が1856年5月21日にローレンスを襲撃した。この後2年間も暴力沙汰が続き、ルコンプトン憲法が発布されたときに収まった。
この「血を流すカンザス」と呼ばれる暴力沙汰は民主党を揺り動かし、以前にも増して党派的抗争が加熱した。マサチューセッツ州選出の上院議員チャールズ・サムナーは上院で「カンザスに対する犯罪」と題する演説を行った。この演説は南部とその「特別な制度」を酷評するものだった。その演説から数日後にサウスカロライナ州選出の下院議員プレストン・ブルックスが上院の休会中にサムナーに近付き、杖で殴って重傷を負わせた。この事件が党派抗争の緊張をさらに高めるものになった。

### 1856年選挙
ピアース大統領は「血を流すカンザス」との関わりが強く、1856年の選挙では民主党の指名を得られなかった。民主党は代わりにジェームズ・ブキャナンを候補者に指名した。民主党は南部で盛んな選挙運動を行った。共和党のことは過激派であり内乱を誘導するものだと警告した。
ノウ・ナッシング党は元大統領のミラード・フィルモアを指名し、主に移民に関する綱領で選挙運動を行った。
共和党はジョン・C・フレモントを指名し、「自由土地、自由労働者、自由言論、自由人、フレモント」をスローガンにした。フレモントは北部の大半を制し、もう少しで当選するところだった。ペンシルベニア州とイリノイ州の票をもう少し積み上げておけば、共和党の勝利だった。民主党は勝利したが、次第に南部の党になっていった。こうして共和党が北部を、民主党が南部を代表する形で、アメリカは南北に二極化した。これは第三政党制と呼ばれ1896年まで続いた。
ブキャナンの就任直後に、1857年恐慌と呼ばれる突然の不況に襲われ、民主党に対する信頼感をさらに弱めた。この年春、ブキャナン大統領はユタ準州に軍隊を派遣し、1857年まで続くユタ戦争となった（ブキャナンの失態とも呼ばれた）。

### ドレッド・スコット判決
1857年3月6日、アメリカが危機に陥った。黒人奴隷であるドレッド・スコットが1834年に主人のジョン・エマーソン博士に従って、奴隷州であるミズーリ州から、北西部条令に従って自由州であるイリノイ州に移動した。1838年には後にミネソタ州となる場所に連れて行かれた。スコットは1846年にミズーリ州セントルイスに戻り、そこで主人が死んだ。スコットは非奴隷制の領域に住んだことで自分は自由の身になったとして、その自由を求めエマーソンの妻を告訴した。この事件は最終的に最高裁判所まで持ち込まれ、首席判事のロジャー・トーニーは、ドレッド・スコットが奴隷でありアメリカ市民ではないので、アメリカ合衆国憲法で保障される権利を持たないと裁定した。この裁定は、奴隷がアメリカ合衆国市民ではなく、彼等は「劣った階級にあり」、「能力で劣る」ために市民には成り得ないとしたことで重要なものだった。またミズーリ妥協はアメリカ合衆国憲法修正第5条がある故に違憲であるとも裁定された。つまりミズーリ妥協は適正手続き無しに違法に資産を取り上げるものとされた。かくしてドレッド・スコットは自由人ではなくなった。スコットは最初の主人の息子に購われ、解放されたが、1年後の1858年9月17日に結核で死んだ。
この判決によって北部の奴隷制に対する反対運動が強まった。1857年10月13日、ミネソタ準州は奴隷制を違法とする州憲法を批准した。オハイオ州も奴隷を所有したり所有権を主張することを刑罰に規定した。政治的には、カンザス・ネブラスカ法がミズーリ妥協を既に無効化していたので大きな問題にはならなかった。しかし、最高裁判所が強硬な南部の見解を是認したことが象徴的なものになった。このことで南部人を大胆にし、北部人は連邦政府を支配しようとする巨大な「奴隷権力陰謀」があることを確信した。

### リンカーン・ダグラス討論

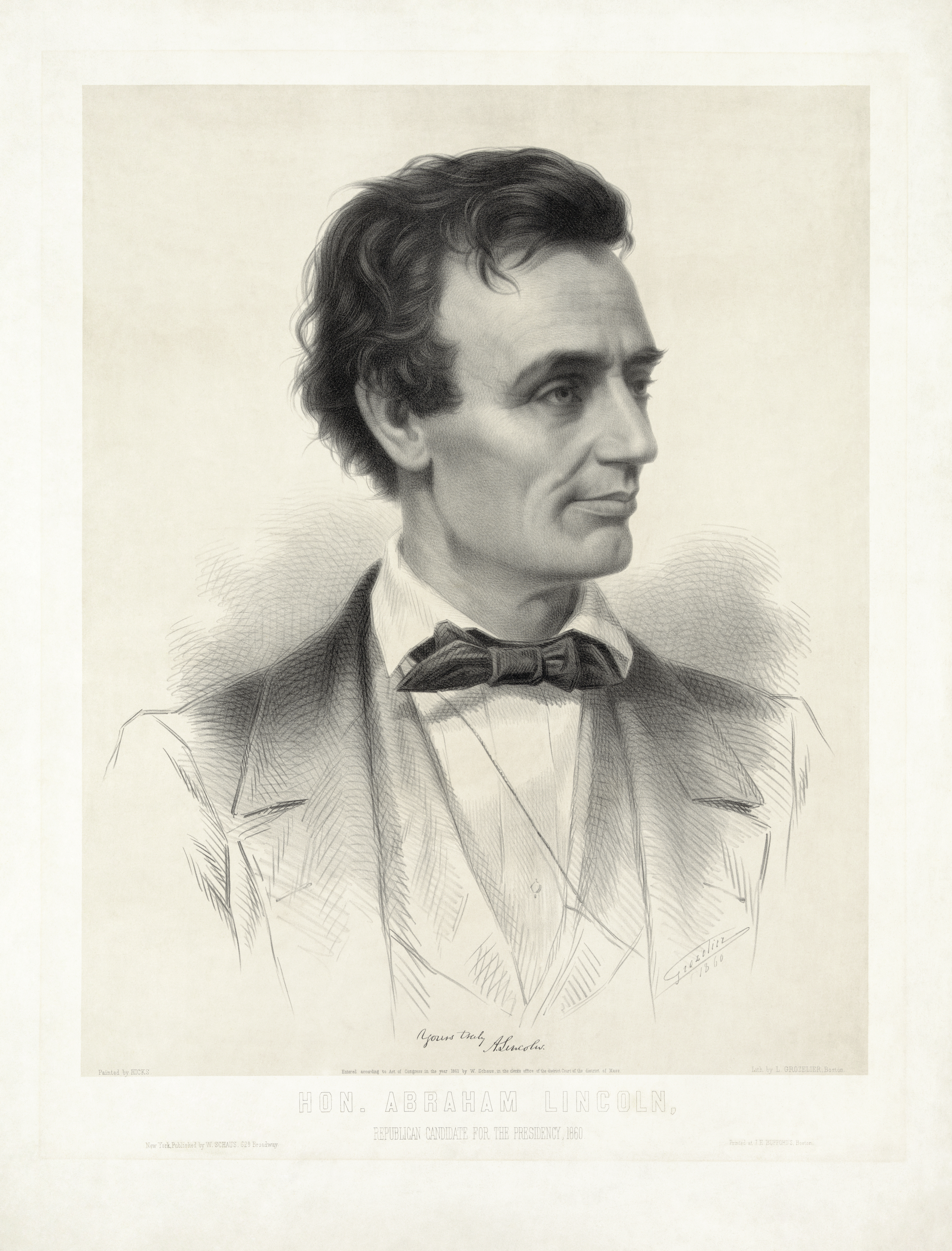
若いときのエイブラハム・リンカーン

1858年、イリノイ州におけるアメリカ合衆国上院議員選挙で、現職のスティーブン・ダグラスと、政治的にはアメリカ合衆国下院議員を1期務めただけで米墨戦争に反対したことで知られていたエイブラハム・リンカーンとの間で、有名な討論が7度行われた。この討論は彼等の言の妥当性と雄弁さで現在でも有名である。
リンカーンは如何なる新しい領土にも奴隷制を拡張することに反対した。しかし、ダグラスは新しい領土に住む人々が奴隷制を採用するかどうかを決めるべきと考えた。これが人民主権と呼ばれた。リンカーンは人民主権がドレッド・スコット判決に添うことになるので奴隷制を擁護するものだと主張した。リンカーンは、首席判事のロジャー・トーニーはアメリカ独立宣言が黒人には当てはまらないと言った最初の者であり、ダグラスが2番目だと言った。これに答えてダグラスはフリーポート原理と呼ばれるようになるものを打ち出した。ダグラスは奴隷制が法的に可能であるとしても、その州の人民は奴隷制に有利な法の成立を拒むことができると主張した。
スプリングフィールドにおける有名なリンカーンの「分かれたる家演説」は次のようなものだった。
この討論の間、リンカーンは自分の演説は奴隷制度廃止論者のものではないと主張し、チャールストンの討論では次のように書いた。
この討論は数千人の観衆を惹き付け、パレードやデモも行われた。リンカーンは最終的に選挙では落選したが、次のように誓った。

### ジョン・ブラウンの襲撃
この討論に続いて、コネチカット州出身の奴隷制度廃止運動家の行動で新しい暴力の方に注意が向けられた。ジョン・ブラウンは奴隷制度擁護派と戦うためにゲリラ戦をも推奨する攻撃的な奴隷制度廃止運動家だった。マサチューセッツ州の事業や社会の著名な指導者達、集合的にシークレットシックスと呼ばれた者達から武器や財政的援助を受け、血を流すカンザスの暴力行為に参加し、1856年5月24日にはローレンスに対する襲撃に反応して、ポタワトミ虐殺事件を指導していた。1859年、ブラウンは奴隷を解放するためにバージニア州に向かった。10月17日、ブラウンはハーパーズ・フェリーで連邦政府の武器庫を占領した。その計画は周辺の奴隷を武装させ、奴隷の軍隊を作って南部を席捲し、奴隷所有者を攻撃して奴隷達を解放するというものだった。しかし、土地の奴隷達はブラウンを支援するために立ち上がろうとはしなかった。ブラウンは市民を5人殺し、人質を取った。またプロイセンのフリードリヒ大王がジョージ・ワシントンに送った剣を盗んだ。ブラウンは当時中佐だったロバート・E・リーの指揮する武装軍隊に捕獲された。ブラウンはバージニア州に対する反逆罪で裁判に掛けられ、1859年12月2日に絞首刑に処された。ブラウンは絞首台に進むときに看守に1枚の紙を手渡した。それには「血を流すこと無くしてアメリカ合衆国から奴隷制の『罪』は洗い流せない」と予言してあり、読む人を震え上がらせた。
ハーパーズ・フェリーの襲撃は、ブラウンを犯罪者と見なした南部人を怖がらせ、ブラウンを英雄かつ殉教者と祭り上げた北部奴隷制度廃止運動家に対する不信感を増した。

### 1860年選挙
1860年アメリカ合衆国大統領選挙に向けた民主党全国大会はサウスカロライナ州チャールストンで開催された。通常は北部で開催されており、これは異例だった。この大会で人民主権の原則を採択したときに50人の南部人代議員が退席した。大統領候補として誰を指名すべきかこの大会では決められず、その決定はメリーランド州ボルティモアでの2回目の大会に持ち越された。ボルティモアでは、いわゆる「ファイアイーター」（火を食う奇術師、けんかっ早い人の意）に率いられた110人の南部人代議員が、新しい準州に奴隷制を拡大することを肯定する綱領が採択されなかったときに会場を後にした。残った代議員達で大統領候補としてスティーブン・ダグラスを選出した。南部の民主党はバージニア州リッチモンドで独自の大会を開きジョン・ブレッキンリッジを大統領候補に指名した。どちらもが民主党の真の声を代弁すると主張した。
元ノウ・ナッシング党とホイッグ党の幾らかが立憲統一党を結成し、合衆国憲法と土地に関する法のみを支持することを綱領とした。
エイブラハム・リンカーンは共和党全国大会で、ウィリアム・スワードが共和党の特定の支部と疎遠になったことがはっきりした後で、その指名を勝ち取った。さらにリンカーンはリンカーン・ダグラス討論で有名になっており、またその雄弁さと奴隷制問題に関する中庸的な姿勢でも知られていた。
本選挙ではリンカーンが選挙人投票の過半数を制したが、一般選挙結果では40％を獲得したに過ぎなかった。民主党の投票は3人に分かれ、リンカーンが第16代大統領に選出された。

### 脱退
1860年11月にリンカーンが当選したことで、12月20日にはサウスカロライナ州がアメリカ合衆国からの脱退を宣言した。1861年3月にリンカーンが就任するまでに、他に6州が脱退を宣言した。すなわちミシシッピ州（1月9日）、フロリダ州（1月10日）、アラバマ州（1月11日）、ジョージア州（1月19日）、ルイジアナ州（1月26日）およびテキサス州（2月1日）の順だった。
北部と南部の人々がバージニア州で会してアメリカ合衆国を一つのままにしておこうと努めたが、憲法改正の提案は成功しなかった。2月に、南部の7州はアラバマ州モンゴメリーで集まり、新しい政府としてアメリカ連合国を結成した。最初の議会が2月4日に開催され、暫定憲法を採択した。2月8日、ジェファーソン・デイヴィスが初代大統領に指名された。

## 南北戦争

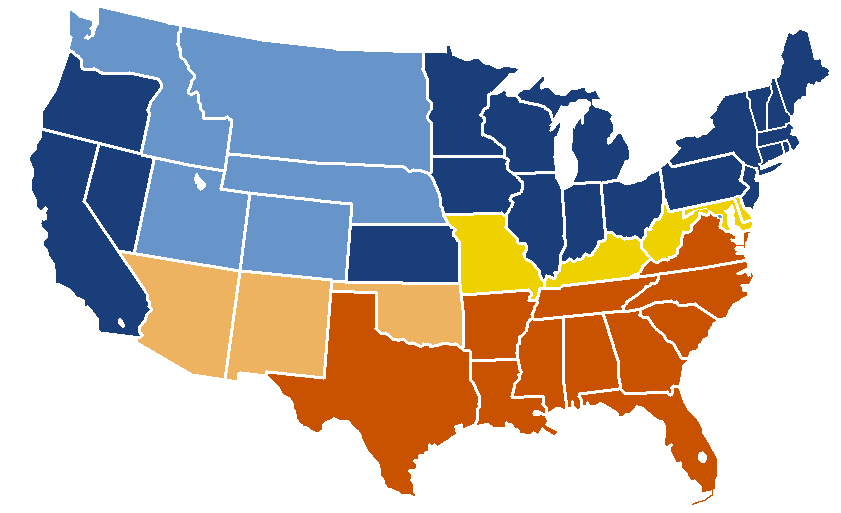
南北戦争での勢力図、北軍: 青色は自由州、黄色は奴隷州、南軍: 茶色
準州はシェード表示

リンカーン大統領がサウスカロライナ州チャールストン沖合にある連邦軍の基地、サムター砦の明け渡しを拒んだ後の1861年4月12日、ジェファーソン・デイヴィスが指導するアメリカ連合国政府はP・G・T・ボーリガード将軍に砦への砲撃開始を命じた（サムター要塞の戦い）。砦は死傷者もなく2日後には落ちたが、戦火はアメリカ中に拡がった。それから2か月の内にさらに4州が脱退を宣言した。すなわち、バージニア州（4月17日）、アーカンソー州（5月6日）、テネシー州（5月7日）およびノースカロライナ州（5月20日）だった。奴隷州だったメリーランド州、デラウェア州、ミズーリ州およびケンタッキー州は、ワシントンD.C.の連邦政府からの強い圧力の下に脱退はしなかった。
北軍も南軍も戦争遂行のために相対的な強さと弱さを持っていた。北部は人口が多く、工業化が進み鉄道が発達していた。しかし、南部は強い軍隊の伝統があり、戦争に対する備えがあった。サムナー砦以前であっても、アメリカ連合国は10万人の志願兵を集めることを承認していた。さらにこの闘争の性格は南部にとっては防衛、北部にとっては攻撃になることを意味した。北部が勝利するためにはアメリカ連合国を征服し占領する必要があった。南部は対照的に北部の大衆が戦争意欲を失うまで北部を留めて置きさえすればよかった。

### 東部の戦争
当初北軍はアービン・マクドウェル将軍の指揮下に35,000名の軍隊を集めたが、これはその時点まで北アメリカでは最大のものだった。高らかなファンファーレと共にまだ兵隊になり立てで訓練も積んでいない兵士達が、6週間のうちにアメリカ連合国の首都リッチモンドを占領し、戦争を終わらせられるという考えを抱いてワシントンD.C.から出発した。しかし1861年7月21日の第一次ブルランの戦いでは、マクドウェルの軍隊は完璧に打ち破られ、首都ワシントンに逃げ帰ると言う大惨事になった。この戦闘に続く7月26日にジョージ・マクレラン少将がポトマック軍指揮官に就いた。マクレランは、6週間で終わるような戦争ではないことが明らかになったので、打ち砕かれた軍隊の再建を始め、真に戦える軍隊に変えた。ワシントンからの圧力があったにも拘らず、マクレランは1862年3月までは動かず、リッチモンドを占領するために考案した半島方面作戦を開始したときに戦争は本格的になった。この作戦は当初成功したが、その最後の日々に新しく南軍北バージニア軍の指揮官となったロバート・E・リー将軍からの強い抵抗に直面した。6月25日から7月1日にかけての七日間の戦いと呼ばれる一連の戦闘で、リーはポトマック軍を後退させた。マクレランはワシントンに呼び戻され、ジョン・ポープ将軍の下に新しい軍隊が結成された。
8月、リーは第二次ブルランの戦いを行い北軍ジョン・ポープのバージニア軍を破った。ポープは解任され、その軍隊はマクレランの軍隊と合流した。リーはヨーロッパ諸国の認知を得て戦争を終わらせることを期待して、そこからメリーランド州へ侵攻した。両軍は9月17日のアンティータムの戦いで激突した。これはアメリカ史の中でも一日だけの戦闘としては最も流血の多い戦闘となった。このときの北軍の勝利がエイブラハム・リンカーンに奴隷解放宣言を出させる契機になった。これはアメリカ連合国の中にいる全ての奴隷を1863年1月1日付けで解放することを宣言したものだった。これは現実に奴隷制を終わらせたのではなかったが、戦争に意義ある理由を与え、ヨーロッパからの干渉を防ぐことに貢献した。
北軍はアンティータムでの勝利にさらに軍事的に付けこむことができなかった。マクレランは南軍を追撃できず、リンカーン大統領は彼の言い訳や戦う意欲の無さに飽き飽きした。マクレランは10月に解任され、アンブローズ・バーンサイドがその後釜に据えられた。ただしバーンサイドはまだその地位に就く準備ができていないと訴えていた。バーンサイドは北からリッチモンドに迫ろうとしたが、12月13日のフレデリックスバーグの戦いで、塹壕に入った南軍に対して無益な数度にわたる攻撃を命じた後で悲惨な結果に終わった。翌年も北軍にとっては難しい戦況になった。1863年1月にバーンサイドと交代したジョセフ・フッカー将軍も、5月初旬のチャンセラーズヴィルの戦いでリーとストーンウォール・ジャクソンの軍を止められなかった。しかし、リーの2度目の北部侵攻は悲惨な形に変わった。フッカーがジョージ・ミードに挿げ替えられ、その4日後にゲティスバーグの戦いが起こった。この戦闘でリー軍は貴重な戦力を多く失い、その後は2度と元の戦力にまで戻らなかった。ゲティスバーグの後で北軍の指揮官ジョージ・ミードがリー軍を追撃できなかったことに怒ったエイブラハム・リンカーンは新しい北軍指揮官にユリシーズ・グラント将軍を指名した。

### 西部の戦争
南軍が流血の多い膠着状態を東部で北軍と続けている間に、西部では北軍が大きな成功を挙げていた。当初南軍がウィルソンズ・クリークの戦いで勝利を収めたにも拘らず、ミズーリ州における南軍の反乱は1863年までに連邦政府に抑えられた。ペリービルの戦い後、南軍はケンタッキー州からも追い出され、北軍の大きな勝利となった。リンカーンはケンタッキー州に宛てて「私はケンタッキー州を失うことが戦争全体を失うことに近いものだと考える」と書き送った。ミシシッピ州ビックスバーグの陥落で、北軍はミシシッピ川を支配し、南軍の領土を2つに分けた。ウィリアム・シャーマンがチャタヌーガとアトランタで成功したことで、南軍はシャーマン軍によるジョージア州と両カロライナ州の破壊をほとんど妨げられなくなった。いわゆるダコタ戦争が1862年にミネソタ州で勃発した。

### アメリカ連合国の終焉
1864年、グラント将軍はジョージ・ミードとポトマック軍の直接指揮官となり、シャーマンを西部戦線の指揮官に据えた。グラントは南軍に対して総力戦を始めた。彼は北軍の強みがその資源と人的資源にあることを理解し、リー軍に消耗戦を挑む一方で、シャーマンには西部を徹底的に破壊させた。グラントのオーバーランド方面作戦でリー軍をバージニア州ピーターズバーグに追い詰めた。そこでのピーターズバーグ包囲戦でリー軍とともに塹壕戦を始めた。この間にシャーマン将軍はアトランタを占領して、リンカーン大統領の再選を可能にした。続いて有名な海への進軍を開始し、ジョージア州とサウスカロライナ州を破壊した。リーは1865年3月から4月に掛けてピーターズバーグから逃亡しようとしたが、グラントの数に勝る軍隊に捕まった。リーはアポマトックス・コートハウスで降伏した。4年間にわたった損失の多い戦争が終わった。

### エイブラハム・リンカーンの暗殺
1865年4月14日、この日はリー降伏の報せがワシントンD.C.に届いてから4日後だったが、お祝い気分が首都を覆っていた。その夜、リンカーン大統領はフォード劇場での「我々アメリカの従兄弟」の観劇に臨んでいた。3幕目のときに、ジョン・ウィルクス・ブースという南軍の同調者がリンカーンを銃撃して暗殺した。ブースはその現場から逃げる時に、バージニア州のモットーである「暴君はかくのごとし」（Sic semper tyrannis）と叫んだ。ブースは12日後の4月26日、バージニア州ボウリング・グリーン近くの農園で発見された。彼は北軍のボストン・コルベット軍曹に撃たれて殺された。ブースの共同謀議者達は軍事委員会で裁判に掛けられ、7月7日に絞首刑に処された。